# سقوط جت جنگنده در داکا
در ۲۱ ژوئیهٔ ۲۰۲۵، ساعت ۱۳:۱۲ به وقت محلی بنگلادش (یوتی‌سی +۶)، یک جت جنگنده اف‌تی-۷بی‌جی‌آی متعلق به نیروی هوایی بنگلادش در محوطهٔ پردیس کالج و مدرسه مایلستون در اوتارا، داکا، بنگلادش و همزمان که دانش‌آموزان در کلاس‌های خود بودند، سقوط کرد. این حادثه زمانی رخ داد که این جنگنده به‌دلیل نقص فنی در حال تلاش برای فرود در پایگاه هوایی کورمیتولا بود. تا ۲۳ ژوئیه تعداد کشته‌شدگان به ۳۲ نفر رسیده است که شامل ۲۹ دانش‌آموز، دو معلم و خلبان هواگرد می‌شوند. ۱۶۵ نفر نیز زخمی شده‌اند که بیشتر آنان از دانش‌آموزان بوده‌اند و بسیاری از آنان که دچار سوختگی شده‌اند، پس از برخورد هواگرد با ساختمان دوطبقهٔ کالج، نجات داده شده‌اند.

## هواگرد
اف‌تی-۷بی‌جی‌آی یک گونهٔ آموزشی از چنگدو جی-۷ ارگارد است که به‌طور ویژه توسط گروه صنعت هوانوردی چنگدو برای نیروی هوایی بنگلادش ساخته شده است. این هواگرد که در سال‌های ۲۰۱۳ و ۲۰۲۲ به نیروی هوایی تحویل داده شد، دارای ویژگی‌های قابل توجه ارتقاء یافته نسبت به اف-۷بی‌جی است که شامل سه نمایشگر چندمنظوره (MFD) و یک رادار بهبودیافتهٔ کنترل آتش است. این هواگرد پیشرفته‌ترین هواگرد از نوع اف-۷ است که تاکنون ساخته شده است. تولید اف-۷ در سال ۲۰۱۳ و پس از پایان دادن به تولید از سویچین، متوقف شد.
این سانحه، پس از سانحه‌ای که در سال ۲۰۰۸ رخ داد و منجر به کشته شدن خلبان شد، دومین سانحه برای یک جت اف-۷ در کشور بنگلادش است.

## پرواز و سقوط
جت جنگنده در ساعت ۱۳:۰۶ به وقت استاندارد بنگلادش از پایگاه کورمیتولا نیروی هوایی بنگلادش به پرواز درآمد. ستوان پرواز توکیر اسلام (معروف به ساگر) در اولین پرواز انفرادی خود با جت آموزشی دو سرنشینهٔ اف‌تی-۷ بدون حضور مربی در عقب هواپیما بود که هواپیما اندکی پس از برخاستن دچار نقص فنی شد. این هواگرد پس از آن که از کنترل خارج شد، با واماندگی روبرو شد و خلبان نتوانست کنترل آن را دوباره در دست بگیرد. برج مراقبت به او دستور ایجکت داد، اما به دلیل ارتفاع کم، ایجکت کردن امکان‌پذیر نبود. او تلاش کرد هواپیما را به سمت یک منطقهٔ باز در دیاباری هدایت کند، اما موفق به انجام این کار نشد.
این جت در تصاویر دوربین‌های مداربسته در زمان سقوط در حال چرخش دیده شده است. این هواگرد با ورودی اصلی ساختمان حیدر علی کالج مایلستون برخورد کرد و از یک سمت وارد طبقهٔ همکف ساختمان شده و از سمت دیگر آن خارج شد. توکیر لحظاتی پیش از سقوط ایجکت کرد، اما به دلیل ارتفاع بسیار کم، چتر نجات او به درستی عمل نکرد. او در ابتدا زنده پیدا شد، دارای نبض بود و با یک بالگرد میل می-۱۷وی-۵ به بخش مراقبت‌های ویژه قلبی بیمارستان نظامی ترکیبی در داکا منتقل شد، اما بر اثر جراحات وارده در همان بیمارستان درگذشت.
این حادثه درست پیش از زمان استراحت مدرسه و در حالی رخ داد که کلاس‌ها همچنان در حال برگزاری بودند. هواگرد درگیر در این سانحه ابتدا به سقف ساختمان هفت طبقهٔ بلوک ۷ مدرسه برخورد کرد و سپس مستقیماً به ساختمان حیدرعلی اصابت کرد که در آن زمان صدها دانش‌آموز ابتدایی و متوسطه در آن حضور داشتند. این برخورد سوراخی در دروازه ساختمان ایجاد کرد و منجر به آتش‌سوزی شد. سه بخش مستقل مهدکودک تا کلاس سوم نیز مورد اصابت قرار گرفتند. روزنامه داکا تریبیون به نقل از یک معلم گزارش داد که کلاس‌های پنجم تا هفتم در آن ساختمان برگزار می‌شد و دانش‌آموزانی که در کلاس‌های خصوصی شرکت می‌کردند نیز در داخل منتظر بودند.
شاهدان عینی ادعا کردند که صدای بسیار بلندی شنیده‌اند و در محل حادثه فقط دود و توده‌های خاکستر دیده‌اند. بسیاری گزارش دادند که پوست قربانیان پس از سقوط از بدنشان کنده شده بود.
سازمان آتش‌نشانی و دفاع مدنی بنگلادش گزارش داد که نیروهای این سازمان حدود ساعت ۱۳:۲۲ به وقت استاندارد بنگلادش به محل حادثه رسیدند. نه واحد آتش‌نشانی و شش آمبولانس به صحنهٔ حادثه اعزام شدند. دو جوخه از نیروهای مرزبانی بنگلادش نیز برای تأمین امنیت منطقه و کمک به عملیات نجات به محل اعزام شدند. یک واگن متروی داکا برای انتقال قربانیان به بیمارستان‌ها اختصاص داده شد. مقامات کیف‌ها، کفش‌ها و کارت‌های شناسایی کودکان را از محل حادثه جمع‌آوری کردند. عملیات خارج‌سازی لاشهٔ هواپیما در شب ۲۱ ژوئیه به پایان رسید.